# كينغ جورج الخامس (محطة مترو أنفاق لندن)
كينغ جورج الخامس (بالإنجليزية: King George V)‏ هي إحدى محطات مترو أنفاق لندن. تقع على خط قطار دوكلاندز الخفيف (فرع فرع مطار لندن سيتي) أفتتحت في المنطقة (Zone) رقم 3 أفتتحت في 02 ديسمبر 2005.